# スタア
『スタア』は、三島由紀夫の短編小説。人気絶頂の20代の映画俳優を主人公にした一人称小説で、三島自身が俳優として初主演した映画『からっ風野郎』の撮影経験がヒントになって書かれた作品である。
スターという「仮面」的な存在形態の特異性をモチーフに、その生活の虚像と実像を映画のプロットと二重写しに交錯させながら「見られる」人間のふしぎな自意識が巧みに描かれているのと同時に、1960年代の三島の思想形成に影響を与えた「肉体による存在意識」や、『仮面の告白』以来の戦後の三島文学に通底する自己のテーマが垣間見られる作品ともなっている。

## 発表経過
初出は1960年（昭和35年）、雑誌『群像』11月号（第15巻第11号）に掲載された。
単行本としては、1961年（昭和36年）1月30日に新潮社より刊行の『スタア』に「憂国」「百万円煎餅」とともに収録された。その後は1971年（昭和46年）2月27日に刊行の自選短編集『獅子・孔雀』（新潮文庫）に収録された。
Sam Bettによる英訳（英題：Star）があり、日米友好基金日本文学翻訳賞を受賞している。

## あらすじ
目下人気上昇中の若手映画俳優の「僕」水野豊のまわりには信者のような熱狂的ファンが常に取り巻いている。世の中の女はみな「僕」に夢中で、女だけでなく「僕」と同年代の若者も学校や勤め先をさぼってまで5月の昼間にロケの見物をしている。彼らは「僕」が流行らせた服装を着込んで、その姿を「僕」に見せて喜ぶ。
彼らがなりたいと願っているもの、すなわち彼らの「原型」は「僕」である、と水野はいつもそう思って、撮影の合間に付き人の太田加代が差し出す手鏡で自分の顔をチェックする。最近は疲労と徹夜の撮影の連続のため「僕」の肌は乾燥気味で若さが急速に黄昏れてきたが、「僕」はそんな「本当の世界」からやってくる現実認識の世界とはとっくに手を切っている。夢自体である「僕」はもう夢を見る必要はなく、夢を見るのは映画館に足を運ぶ客の特権だと「僕」は考える。
熱狂的ファンたちは常に「僕」に注目しているが、「僕」と付き人の太田加代が性的関係にあることは気づきもしない。加代の実年齢は30歳ほどであるが、風貌は40ぐらいに見える醜い女である。だが、加代は「僕」の虚偽の相棒であり、性的渇望の救い主でもあった。醜い彼女の木の節のような踝（くるぶし）に接吻する「僕」の内面の難解な感覚をよく察知する彼女は、「私、あなたが60歳になっても、私の可愛い綺麗な王子様と呼ぶでしょう」と言う。
「僕」は今、あるヤクザ映画の主役を演じ撮影中である。相手役の女優は深井ネリ子で彼女の役は、敵対ヤクザに殺された男の妹で、「僕」は兄貴分でもあった彼女の兄の敵をとるため、刑務所から出所した後、復讐の実行を決意する。「僕」は兄貴分の妹ネリ子を愛するようになっていったが、ヤクザ嫌いのネリ子は「僕」の求愛をはねつける。だが彼女は内心では「僕」を愛していた。
ついに仇敵の所在をつきとめた「僕」が1人死地に赴くシーンの撮影の最中、突然、大部屋女優の浅野ユリが乱入し「水野さーん」と「僕」に抱きつく。撮影は中断されてしまったが、高浜監督が浅野ユリを気に入り、急遽「狂女」の役を与えることになったが、そう決まったとたんにユリは極度に緊張し、先ほどの自然さは消え失せて使い物にならなかった。失敗して所長から解雇を言い渡されたユリはその後、化粧部屋でパラミンを飲み服毒自殺を図る。医者による介抱で暴れるユリは手足を押さえつけて食塩注射を打たれた。
その様子を大部屋男優たちは卑猥な目つきで眺め、「僕」の付き人の加代も意地悪な目で注視する。ユリは世にも恥知らずな表情を露わにしていた。先ほどのユリの演技とは真逆に、彼女は「見られる」ことを100％成功していた。「僕」はこの一件で、あの時のユリこそ「俳優のいつも夢みている至福の状態」だと気づき、そのユリを見習いたいと思った。
その後の撮影で、仇討ち前にネリ子が「僕」の求愛をやっと受け入れて2人は結ばれた。それ以降のあらすじは、仇敵が偶然自動車事故で死亡し、目的を無くしてしまった「僕」が、街の家出娘らを誘惑し街娼にする仕事に落ちぶれていくシーンが始まることになる。
こうした映画のカット撮影や中抜きシーンの演技を繰り返すスタアの「僕」は、休みの午後に銀座に出かけ、ある中年の万引き男と遭遇する。買物中の「僕」を見るために集まった群衆にまぎれ、万引きしていた男はその場で逮捕された。輝くような二枚目スタアの「僕」と万引き男は対照的な存在だったが、「僕」は薄汚れたその中年男と目が合った瞬間、突然現実に弾き出され、彼が20年後の「僕」であるシーン中抜きが行なわれたようなふしぎな感覚になる。
映画の中の「僕」はその後、ネリ子の思いがけない秘密の告白（密告者は実は兄貴だった）から、ヤクザ稼業のバカらしさに気づき、堅気になる決心をする。しかしラストシーンでは、売淫仲介の容疑で「僕」を逮捕しにきた私服刑事が、不忍池のボートに乗っている「僕」とネリ子を注視しているところでエンド・マークとなる。
撮影が全部終了し、撮影所の屋根の尖塔にひるがえる社旗がみえた。その時「僕」は身体の底からしみわたる淋しさを感じ、なぜか急に自殺したくなる。「僕」はそのことを加代に相談した。加代は、それならあなたの意志が全然まじらない偶発的な事故がいい、と言い、自分の意志の自殺のような死に方なら死なない方がいいと、あるべきスタアの姿を教える。
新たな映画の撮影が始まり、「僕」は撮影所の床屋で、永遠の二枚目俳優の大スタアで神様のような存在の小倉愛次郎と遭遇する。飛び上がって挨拶し終えて再び座った「僕」は、前面の鏡越しにドーランを塗っていない小倉の素肌に老醜の影を見た。「僕」はいいしれぬ恐怖をおぼえ、鏡の中の自分を見るが、そこには「僕」の若々しい顔が映っていた。加代は醜い銀歯を見せながら笑顔で「僕」に近づき、耳元でそっと「あなたが60歳になっても、私はあんたをきれいな王子様と呼ぶでしょう」と囁いた。

## 登場人物
僕
人気俳優。名前は「水野豊」。23歳。撮影所のスタッフやファンから「ユタちゃん」と呼ばれている。撮影中に24歳の誕生日を迎える。派手なリボンを巻いたストロー・ハットに、尻が丸出しのようなぴったりとした股引風の細ズボンと真っ黒な靴下、胴をタイトに仕立て肩章の付いた縦縞の半袖シャツを着て、大きく開けた胸元にペンダントを光らせる服装を流行らせている。少年の頃は絵を描くのが好きな大人しい性格で喧嘩などしたことはなかったが、宣伝部の意向により雑誌の座談会向けに少年時代の喧嘩の武勇伝話が作られている。一緒に寝てくれと言う女よりも、自分のブロマイドを見て毎晩自涜しているという少女の方をはるかに好む。「スタア」という実態のない「見かけ」の世界に生きているうちに、死にたい衝動にかられる。
太田加代
「僕」の付き人。なりふりに構わないひっつめ髪で、前歯に2本の銀歯がある。30歳くらいだが40歳以上に見える。巧妙に魯鈍を装い気の利かない性格に見せている。「僕」の虚偽の相棒的存在で、プライベートも「僕」の部屋で過ごし、「僕」の両親から黙認されている。「僕」に関する記事やインタビュー記事などを切り取ってスクラップブックにしたり、「僕」に来たファンレターを読み上げたりする。「僕」と共演したことのある女優たちのキス・シーンを真似て「僕」と一緒に笑い合う。
深井ネリ子
ヤクザ映画で「僕」と共演している女優。
浅野ユリ
1年前に入った大部屋の新人女優。美人だが役が付かない悩みから身を持ち崩し、何かの病毒による神経衰弱症状になっている。「僕」の大事なシーンの撮影中、突然とセットから出てきて「僕」に抱きつく。そのハプニングをきっかけに監督から「狂女」の役をもらうがテストで過度の緊張状態になり、会社を解雇されて服毒自殺を図る。
高浜監督
撮影中のヤクザ映画の監督。「シーン中抜き」の撮影方法をよくやる。撮影シーン成功の「OK」を不景気な声で呟く言い方の微妙なニュアンスがいろいろあり、周囲の連中は敏感にそれを聞き分ける。
小倉愛次郎
50歳以上。「永遠の二枚目」と呼ばれている大スターで社の大黒柱。無声映画時代からのスターで、「僕」の大先輩にあたる。男の強さと柔らかさ、逞しさと甘美さ、厳しさと抒情が備わった素晴らしい美貌の持主で、あらゆる年齢層の女性たちの性的シンボルのような存在だった。

## 作品背景
※三島自身の言葉の引用部は〈　〉にしています（他の作家や評者の論文からの引用部との区別のため）。

### 映画『からっ風野郎』出演
三島由紀夫は映画俳優として1960年（昭和35年）3月公開の『からっ風野郎』に出演し初めて主役を演じたが、その映画撮影の現場で経験したことが、同年11月発表の短編『スタア』執筆のきっかけとなった。その映画経験は、現場の内幕物というものではなく、〈観念小説〉に仕立てたもので、三島が感じた〈スタアといふ存在の特異性〉が執筆動機となった。
この〈抽象的な肉体〉とは、観客が映画の物語中の主人公を見ながらも、実は同時にその俳優そのものを見ているという、二重化された存在形態のことを意味している。そして〈見られる〉という俳優の自意識は、三島がボディビルで得た肉体の美意識や自信とも関連していることが看取される。
作品発表から5年後には、〈大映映画「からっ風野郎」に出演して経験した、映画撮影の逆説的技術の面白さが、発想のもとになつてゐる〉とも三島は語っているが、これはシーンの〈中抜き〉のことである。〈中抜き〉とは、同じような照明やカメラ位置、撮影サイズのカット場面をまとめて先に撮影してしまうことで、例えば怪我をした傷の疼きで苦しんでいるシーン、傷が完全に治っている状態のシーン、まだ傷の痛みが生々しいシーン、といった場面をストーリーの時系列に全く関係なく連続して撮影する効率的な撮影法のことである。
作中では、映画の撮影方法である〈中抜き〉のことを、〈僕らは同じ場所にゐながら、航時機に乗つて、たちまち未来へ飛び、又たちまち過去へ戻り、又未来へ戻つて、たえず前後する劇の時間を、自分の中で調節しなければならない〉と描写されており、〈高浜監督は中抜きをよくやつた〉と書かれているが、『からっ風野郎』で増村保造監督が実際やっていたこの〈中抜き〉の撮影方法やカット割りの技術などは、その後1966年（昭和41年）に三島自身が監督・主演した自主製作映画『憂國』の撮影にも生かされた。

### マスメディアの隆盛と三島
時代背景的には、サンフランシスコ講和条約締結の翌1952年（昭和27年）にGHQによる映画検閲が廃止されて以降、1960年（昭和35年）にかけて数多くの映画が製作され大衆の娯楽として繁栄し、週刊誌の乱立や各テレビ局の増加などマスメディアも隆盛となって、売れっ子の小説家まで映画俳優やタレントの動向を追うように、その結婚や新居建築など私生活の一挙手一投足が報じられていた。
三島は当時、ボクシングやボディビルなどで体を鍛えるという作家らしからぬイメージが注目の的となりマスコミにも取り上げられ、文壇や小説の読者以外の人々からもスターとして扱われ出していた。
一方、三島の方もその風潮に乗りながら、時代が求める新たな作家「三島由紀夫」のイメージを利用し、小説家らしからぬスター作家としての新しい像を〈演技〉して見せていた傾向もあった。小説家・芸術家というものを〈隠す〉という三島のそうした生き方は、一般市民に近づこうとし銀行員のように振舞ったトーマス・マンの意識からの影響でもあった。
また三島は、〈シャイネン（ふりをする）〉〈らしさ〉と〈ザイン（存在）〉の二元論について、作家・芸術家である自身に引きつけて語ってもおり、本物の芸術家にはそもそも〈芸術家らしく〉見える必要などないとするその姿勢には、実生活にも文学的観念を持ち込むような自然主義以来の日本の近代文学への批判的まなざしが看取でき、自身の私小説を『仮面の告白』（素面での告白は不可能という含意）と名づけた潔癖さとも重なっている。
ヒロポン中毒や自堕落な生活で身を持ち崩したり自殺したり、文壇バーの作家連中とつるんだりするような、いかにも芸術家・小説家的な生活することに反発し、三島はいままで文壇人の誰もやらなかったボディビルや映画主演俳優などに挑戦していたが、その変わった振舞い自体が「三島らしさ」としてマスコミに好意的に受け入れられてしまうという逆説が生じた。そうしたマスコミの中の様々なイメージを、『スタア』発表から約7年後に三島は〈イリュージョン〉とも言い直し、〈こっちはいくら逃げても、向うはイリュージョンで追っかけてくる。そういう世の中なんだから。自分で自分のイリュージョンに迷わされぬためには、自分で自分のイリュージョンを意識的に操作してゆくほかない〉と語るようになっていく。

### 映画のスターシステム
当時の映画界は、戦後のスターシステムが構築され、映画会社が専属のスター俳優を持っていた。各社は定期的に「ニューフェイス」を公募して若尾文子、京マチ子、石原裕次郎といった新たなスターを育成し、スターを中心にした映画を多く製作していた。そうした美男美女がスターとして華やかな人気を誇り〈性的シンボル〉になっていた時代が『スタア』の主人公にも反映されている。
だが、このスターシステムは10年後には崩壊していくことになり、『スタア』執筆から10年後にあたる最晩年の1970年（昭和45年）に書いた映画論の中で三島は、〈美しい人間が出てくる、といふことも映画の与へる忘我の大切な要素〉で、〈映画に出る人なら美しい人間に決つてゐた筈だつた〉と回顧しながら、1970年（昭和45年）時では、映画が〈文学的演劇的な形而上学的主題へ逃げ、一方では芸術映画に特有な、汚ならしい男女優による汚ならしい性的シーンの氾濫〉となり、〈忘我から遠いもの〉になったと嘆いている。
三島は、その〈汚ならしい男女優〉や無名の男女優の性的シーンでは、性が〈無名性と個人的独占〉に近づき、未来の映画は観客と俳優が〈一対一で映像の性関係に入ることが容易〉な、〈ヴィデオ・カセット〉を媒体とした〈ブルーフィルム〉（ポルノ映画・アダルトビデオ）化するとし、一方でそれまでの〈スター〉（＝〈美しい人間〉）が主役であった映画では、〈スターは性的シンボルであつたが、それは覆はれた性的シンボル〉（＝〈性の無名性の逆説〉）であり、その〈シンボル操作〉によって〈性の万能性、公共性、象徴性、神聖性〉があったとして、それゆえに処女伝説なども生れたと論じ、そうしたスターシステムが崩壊した背景を説明している。

### 現代的貴種流離
三島が最晩年に自選短篇集を編集する際、自作自註用に残したノートのメモには、『スタア』の箇所に〈現代的貴種流離〉と書かれてあったが、三島が死亡し作者の自作自註が不可能になったため、その自選短編集（1971年刊）の解説を担当した高橋睦郎がそのメモを紹介している。
高橋は、同書が〈異類テーマ〉で選出され、他の短編も〈貴種流離〉〈詩人の殉教〉〈神的な女〉〈反時代的孤独〉〈美少年の孤立〉〈化物の異類〉などと記されてあることに触れ、それらは「負であると同時に正である存在、さらに言えば負であることにおいて正である存在」であり、「貴種流離」という一つの言葉で集約できるとしている。
元々「貴種流離」とは、日本の古典文学を研究していた折口信夫が確立した概念で、物語の類型として、天上の存在が地上の人間界に下り、試練や流離の経た後に再び天上の存在になる一定の筋があることを「貴種流離譚」と名づけて説明したものである。
高橋はそれを「正負」の概念に換言し「貴種なる正の存在は流離という負の状況によって負の存在となるが、逆に流離なる負の存在に徹することによって貴種であることを全うする、すなわち完全な正の存在となる」として、『スタア』を含む自選短編集の選出にあたり、流離する貴種を〈異類〉と呼んだ三島には〈異類〉の概念自体を「正」に転じる思いがあったとしている。

## 作品評価・研究
※三島自身の言葉の引用部は〈　〉にしています（他の作家や評者の論文からの引用部との区別のため）。

### 同時代評価
雑誌『群像』11月号に初出時には、同誌同月号に掲載されていた大江健三郎の『下降生活者』との比較で評する論が多くあり、両作品の中に描かれている「現実の自己と架空の自己との対比」について着目された。
江藤淳は、三島の『スタア』と大江の『下降生活者』が共に「仮面」「ニセ物」を主題にしている点がおもしろいと評し、大江の作品では、貧しい田舎の商家の出自を偽って故郷を苛酷に見捨てた「ニセ物」の自分が出世し、教養ある知識人の「仮面」をつけていることが次第に苦痛となって自己嫌悪に陥るのに対して、三島の作品ではスターの主人公が「快いニセ物の感覚を味わっている」として、三島の美学の拠り所である「仮面」が、大江にとっては「人生の問題」として映じている違いを比較している。
また江藤は、初刊単行本に同時収録された『憂国』を讃辞し、『スタア』は『憂国』や『百万円煎餅』と比べて劣る作品ではあるが、死を決意したヤクザに扮した主人公がセットの街並みを完全な風景として見る場面は美しいと評している。
山本健吉は、大江の『下降生活者』が「解放された感情」や「人間仲間の愛」を回復しようと路地生活者に下降する主人公のよみがえりを描いてはいるが「作者のなまっちょろい観念だけ」で肉づけがない作品であるのに比して、三島の『スタア』では「人間世界からの逃亡者」である主人公に「ありきたりのなまっちょろいセリフなど、はかせようとしない」として、それが図式的な「組織と人間」の紋切型小説と一線を画す作品の個性を際立たせて、のびやかで読者が楽しめる作品でもあると高評価している。ただし、主人公の「共犯者」で「支配者・代弁者」でもある付き人の加代の人物設定が「あまりにアマゾン的な存在でありすぎる」として、小説の仕組みとして「装置」でしかない登場人物が「あまりに幅を利かすこと」は「方法として賢明ではない」とも山本は指摘している。
河上徹太郎は、若手スターが無意識に持つ心理を明晰に描いた「小気味よい短編」だと評価し、この主人公は「俳優三島由紀夫のアリバイである」とも評している。
中村真一郎は、『スタア』が政治小説として読めるとして、「民衆の偶像」＝「独裁者」の意識を分析したものと評している。
平野謙は、三島が「人工的人間の極北」を描こうとした作品だとした上で、しかしながら「作者が本心から醜悪な人工世界こそ実在と信じているかと再考すれば、必ずしもそうではなさそう」であるとし、「ぬけめなく、ドリアン・グレイのような老優を最後に登場させることによってしか、作者も物語をしめくくりかねている気配」があり、この作品は「通俗的な映画に出演した作者の文学的弁明とみていいようである」と結論づけている。
菅野昭正は、「みずからを現実から疎外された非存在者に仕立てあげた」主人公が〈本当の世界〉から復讐を受けだす小説だとし、湯浅朝雄は、対象を「堅固な可塑的な存在として定着せしめようとする」三島の、「相対的にクラシカル」な作家資質を指摘している。

### 後年の評価・研究
三島の死後の研究においては、『スタア』を三島の1960年代への転換点にある作品と位置づけながら三島自身の戦後の小説家としての諸問題をその中に看取する傾向がみられ、三島が残したメモの〈現代的貴種流離〉という主題の側面からも、三島が芸術家・小説家として抱いていた自己の問題意識が考察されており、そうした論では三島独自の小説論・作家論や俳優論・映画観（『小説とは何か』、『小説家の休暇』、『楽屋で書かれた演劇論』、『作家と結婚』、『映画俳優オブジェ論』、『僕はオブジェになりたい』、『「からつ風野郎」の情婦論』、『忘我』など）の言説との比較検討が行なわれている傾向が見られる。その一方、そうした作家論的な見方以外にも、時代や社会の変化を鋭敏に捉えていた三島の感性が反映された秀作として、1960年代の映画産業やマスメディアの隆盛時代における人間の感覚が巧みに表現されていることを一つの文学作品として評価する論もみられる。
高橋睦郎は、三島が最晩年に〈異類テーマ〉として編んだ自選短編集の『スタア』のところに〈現代的貴種流離〉とメモされていたことなどに触れた上で、現代という「卑の卑、俗の俗なる時代」において孤立的に地上で輝く「異類＝貴種」を描くということは、「最も現代的な作業」と言えるとしている。そして『スタア』の若く美しいスタアという貴種の〈僕〉の「陰画」である〈永遠の二枚目〉の大スター・小倉愛次郎が犯している〈たつた一つの大罪〉＝〈年をとるといふ罪〉は、「〈僕〉が同じ罪を先取りしているということ」であると考察し、「ここでは、異類が貴種の反措定として現われている」としている。
山内由紀人は、三島の評論『小説とは何か』（1968年-1970年）の第11回・第12回の章では〈小説とは何か〉ではなく「小説家として生きるとは何か」という命題が露呈していると指摘した中井英夫の書評を引き、三島がそれと同じ命題を「輝きにみちて」語っていた『太陽と鉄』が一度目の遺書ならば『小説とは何か』の11・12章は「陰鬱な呟きにも似た二度目の遺書」だと中井が論じていたことを敷衍しながら、三島の戦後25年の文学的人生は「小説家として生きるとは何か」ということの「絶えざる自問の繰り返しではなかったか」として、特に三島がそれを表立って語りだすのが『鏡子の家』（1959年）の挫折や60年安保などがあった1960年以後に顕著であり、その命題を問うことは三島にとって「〈戦後〉という時間を精算することと同義であった」と考察している。
そして山内は、三島が戦後の時間を生きるために出発した『仮面の告白』から、戦後という時間を終結させた最後の小説『天人五衰』で「破綻」（現実世界の〈現実〉の闖入）の結末に到る三島作品の流れや、その間の私小説的作品『荒野より』での自己分析や小説論、『太陽と鉄』『小説とは何か』に見られる命題や三島文学の宿命的な方法論である、「作品世界の現実」と「現実世界の現実」をいつでも選択しうる自由という〈二種の現実の対立・緊張〉を辿りながら、『金閣寺』（1956年）で「自己の戦後認識と美学とを鮮やかに結実」させて成功を収めた三島が、さらに自身にとっての〈戦後〉という時間を再検証し、その〈戦後〉への「挽歌」的なテーマに挑んだ『鏡子の家』で文壇から酷評を受けた後、『からっ風野郎』（1960年）の映画出演がヒントとなって〈本当の世界〉と〈虚偽の世界〉という二つの観念を描いている『スタア』を「そのまま作者の自意識の物語として読むことができる」とし、三島が『仮面の告白』の原点に戻った1960年代への転換点にあった作品として重要視している。
さらに山内は、『スタア』の最後で主人公が、永遠の二枚目の大スターで〈美の権化〉の小倉愛次郎の顔に老いの影を見て、〈神〉の小倉が〈たつた一つの大罪を犯してゐた〉と思う場面に触れて、『スタア』は、青春の不死と肉体の不滅をテーマにした晩年の戯曲『癩王のテラス』（1969年）の「前触れ」の作品でもあって、「三島の六〇年代の運命を象徴する物語」であるとしている。
磯田光一も1960年代への転換点の作品の一つと捉え、『スタア』は「作家が時代のなかでスタアという虚像のイメージを持ちながら生きざるを得ない状態をえぐり出している」として、三島には「時代の要請を先取りしながら自己のイメージをつくりあげていった趣き」もいくらかあり、映画出演が『スタア』執筆のきっかけになったという点にも三島が「時代を深く認識していたこと」が窺え、「虚像と実像との裂け目に意識的であることを通じて、三島はそれ自身として批判的存在であった」と考察している。
また磯田は、初刊単行本時に『憂国』と併録され『スタア』が表題作になっていたことに着目し、『スタア』の作中で〈僕〉が醜い加代の踝に接吻する場面での〈このとき僕は自分の虚偽の本質にしつかり接吻してゐるのを感じたのである。これこそ僕の生活の真髄であり、この感覚こそ、全く僕が選び僕が帰属する世界の究極の感覚で、しかも誰も味到したことのないものだつた〉という一節を引きながら、「現世には仮構としての生活しかありえず、その〈虚偽の本質〉を愛するほかはない」と解読し、三島が〈戦後〉という「微温的な」時代に向けた「悪意」の極限像を「太陽神」と磯田は呼んで以下のように論考している。
松本徹は、「至誠のエロティシズム」が描かれた『憂国』と対照的な作品と捉えつつ、『スタア』では「本当」の生も死もない「虚偽の生」を選んだ者（俳優）の「虚偽のエロティシズム」や「自意識の極り、そのただ中で鍛えなおす恐るべきエロティシズム」が描かれているとしている。
それに対し、安智史は、『スタア』の主人公には、三島が映画に観客として求めた〈忘我〉である「エロティシズムの不可欠な恍惚＝脱自」の契機が欠けているとし、エロティシズムより「ナルシシズム」を作品考察の軸に「見られること」＝「真に存在すること」＝「純粋な行動者」「芸術品としての自己」といった、三島の文学における肉体的ナルシストの登場人物の1人として捉えている。
また同時に安は、主人公には、「認識者」＝「見る存在」の面も兼ね備わっている点を指摘し、三島自身が出演した3作の映画（『からっ風野郎』『憂國』『人斬り』）とは異なり、主人公の水野が演技でも死ぬことはなく、最後に二枚目老優の末路を見ることに言及しながら以下のようにまとめて考察し、また三島の自作自註メモに〈現代的貴種流離〉と書いていたことにも触れ、天皇制の物語に不可欠な「貴種流離譚」の側面から、「水野を、映画業界という現代的な虚偽の世界を流浪する、疲労した貴種と読みかえたものであろう」と解説している。
山中剛史は、〈現代的貴種流離〉の主題の意味が、三島が以前から自身を〈エトランジェ〉〈異邦人〉〈稀人〉〈客人〉だと意識していたことから、「現代における芸術家のあり方」という三島自身の問題意識に符号するとし、『スタア』の二重性の世界が、「芸術家」と「芸術作品」、あるいは三島が当時言っていた〈ザイン〉と〈シャイネン〉などの「二重性の意識」に繋がり、映画の役柄という「仮面」と、スター俳優「水野豊」という「肉付きの仮面」が複雑に「素面」と交錯する「二重の生」を生きる主人公の自意識と関連するとしている。
そして山中は、そうした主人公水野の「自己喪失」の要素には、「芸術家らしさ」を嫌って「芸術家らしくない」様々な振舞いをしてもまたそれがマスコミの中で「三島由紀夫らしさ」として扱われるスター小説家「三島由紀夫」の「自己喪失」に通じる面があるとし、「（三島）自身の危機意識を映画俳優というマスメディア時代を象徴する人物を借りて作品化したのではないか」と述べて、『スタア』を「マスメディア時代における芸術対生の問題」に直面した三島の作品的展開の一作品として位置づけつつ、三島のジレンマ的な意識やその後の行動への契機を論考している。
田中美代子は、「これほどスタアという存在の否定性をあからさまにした作品はあるまい」と『スタア』を評し、こうした作品が書かれた理由として、三島がすでに「魅惑の追求者たることをやめ、魅惑の主体になったこと」を挙げ、「美自身」にとっての美とは、「真珠の核のように、息苦しく内部に閉じ込められ」ていて、美自身は「自らの美を味わうことなど思いもよらない」ものだとしている。
滕夢溦は、小説家の三島を論じる作家論的な観点ではなく『スタア』の作品自体の価値に着目し、三島が「映画を超えた多様なマスメディアの関係と複合的作用を意識しつつ、マスコミュニケーションの時代における人間の感覚を表現している」として、『スタア』で描かれている仮面と演技のテーマなどを従来の三島作品（『仮面の告白』）との差異で分析しつつ、自分の人生の監督と俳優を同時に兼ねている『仮面の告白』に比して、受動的な俳優でしかない主人公を描いた『スタア』のマスコミ時代における新たな感受性の表現について論究している。
そして滕は、ヴァルター・ベンヤミンが『複製技術時代の芸術』の中で指摘した「アウラ」（「いま」「ここに」しかない一回性）が失われた複製技術時代における「スター崇拝」で温存されるパーソナリティが「商品的性格の魔術」の効果にすぎないことを解説しながら『スタア』の主人公・水野の「無力感」と「絶望感」を考察し、また、冒頭部と結尾で見られる円環的な加代の同じ台詞の布置など、映画編集における「時空間のモンタージュ」性や「シーン中抜き」性が小説自体にも感じられ、読み手によっては作品内の時間軸の再構築が可能に見えながらも「確実な時間軸に沿って整理することが不可能」な作品の性質から、「小説における常識的な時間観を覆す」三島の試みを看取している。

## 関連作品
- 吉行淳之介『スーパースター』（群像 1974年5月号） - 短編集『鞄の中身』（講談社、1974年10月）収録。
  - スター作家だった三島を題材にした辛辣な実録小説である[53]。三島よりも1歳年上であったにもかかわらず、文学者としてのデビューは1954年（昭和29年）だった吉行淳之介の「スーパースター」三島に対する「第三の新人」としての屈折した心情が窺える作品となっている[53]。タイトルについて吉行が付した注には、「超スターとでも訳す言葉だが、揶揄の意味はなく、むしろ尊敬か。アンダーグラウンド派から出た言葉らしく、『ジーザスクライスト・スーパースター』という題名の映画もある」とある[53]。

## おもな収録刊行本

### 単行本
- 『スタア』（新潮社、1961年1月30日）
  - 布装。機械函。金色帯。
  - 収録作品：「スタア」「憂國」「百万円煎餅」
- 『スタア』（講談社 ロマン・ブックス、1963年8月10日）
  - カバー装幀：真鍋博
  - 収録作品：「スタア」「憂國」「百万円煎餅」
- 文庫版『獅子・孔雀』（新潮文庫、1971年1月25日）
  - カバー装幀：池田良二。解説：高橋睦郎
  - 収録作品：「軽王子と衣通姫」「殉教」「獅子」「毒薬の社会的効用について」「急停車」「スタア」「三熊野詣」「孔雀」「仲間」
  - ※ 三島生前に自選短篇集として予定されていたもの。
- 文庫版『殉教』（新潮文庫、1982年4月25日。改版2004年）
  - カバー装幀：池田良二。解説：高橋睦郎
  - 収録作品：「軽王子と衣通姫」「殉教」「獅子」「毒薬の社会的効用について」「急停車」「スタア」「三熊野詣」「孔雀」「仲間」
  - ※ 文庫版『獅子・孔雀』の改題版。
  - ※ 改版2004年より、カバー改装：池田良二、新潮社装幀室
- 英訳版『スタア』“Star”〈訳：Sam Bett〉（Penguin Classics/Penguin、2019年4月）
  - ※日米日本文学翻訳友好委員会賞(Japan-U.S. Friendship Commission Prize for the Translation of Japanese Literature)受賞。
  - ※主人公の名前は「Rikio」になっている。

### 全集
- 『三島由紀夫短篇全集』（新潮社、1964年2月10日）
  - 装幀：上口睦人。四六判。2段組。背角革紙継ぎ装。天金。貼函。
  - 収録作品：「花ざかりの森」から「剣」までの74篇。
- 『三島由紀夫短篇全集6 雨のなかの噴水』（講談社 ロマン・ブックス、1965年8月5日）
  - 装幀：荻太郎。小四六判。2段組。紙装。
  - カバー裏に著者肖像写真。カバー袖に著者略歴。
  - 付録：「あとがき」
  - 収録作品：「百万円煎餅」「スタア」「憂国」「苺」「帽子の花」「魔法瓶」「月」「葡萄パン」「真珠」「雨のなかの噴水」「切符」「剣」
- 『三島由紀夫全集10巻（小説X）』（新潮社、1973年4月25日）
  - 装幀：杉山寧。四六判。背革紙継ぎ装。貼函。
  - 月報：芥川比呂志「稽古場の三島由紀夫氏」。《評伝・三島由紀夫 1》佐伯彰一「二つの遺書（その1）」。《同時代評から 1》虫明亜呂無「主として『金閣寺』をめぐって」
  - 収録作品：「金閣寺」「十九歳」「施餓鬼舟」「橋づくし」「女方」「美徳のよろめき」「貴顕」「百万円煎餅」「スタア」
  - ※ 同一内容で豪華限定版（装幀：杉山寧。総革装。天金。緑革貼函。段ボール夫婦外函。A5変型版。本文2色刷）が1,000部あり。
- 『三島由紀夫短篇全集』〈下巻〉（新潮社、1987年11月20日）
  - 布装。セット機械函。四六判。2段組。
  - 収録作品：「家庭裁判」から「蘭陵王」までの73篇。
- 『決定版 三島由紀夫全集19巻・短編5』（新潮社、2002年6月10日）
  - 装幀：新潮社装幀室。装画：柄澤齊。四六判。貼函。布クロス装。丸背。箔押し2色。
  - 月報：吉田知子「同時代の喜び」。葛井欣士郎「花ざかりの追憶」。［小説の創り方19］田中美代子「０氏の自画像」
  - 収録作品：「急停車」「卵」「不満な女たち」「花火」「ラディゲの死」「陽気な恋人」「博覧会」「芸術狐」「鍵のかかる部屋」「復讐」「詩を書く少年」「志賀寺上人の恋」「水音」「S・O・S」「海と夕焼」「新聞紙」「商ひ人」「山の魂」「屋根を歩む」「牡丹」「青いどてら」「十九歳」「足の星座」「施餓鬼舟」「橋づくし」「女方」「色好みの宮」「貴顕」「影」「百万円煎餅」「スタア」「『山の魂』創作ノート」